# 奧涅加河

奧涅加河流域圖

奧涅加河（俄语：Онега）是俄羅斯阿爾漢格爾斯克州的河流，長度為416公里，集水區的面積為56,900平方公里。
奧涅加河發源自拉恰湖，流入阿爾漢格爾斯克州西南的白海奧涅加灣，在距離河口75公里的地方分流成大奧涅加河和小奧涅加河後再次匯合，形成一個平坦的島嶼。 河流在十月末至十二月初結冰，直至四月中至五月融冰。
卡爾戈波爾和奧涅加是位於奧涅加河的城市。